# Andrew Shovlin
Andrew Shovlin (* 1. November 1973 in Liverpool) ist ein britischer Ingenieur in Diensten von Mercedes GP.

## Karriere
Shovlin studierte von 1992 bis 1999 an der Leeds University Ingenieurwissenschaften und wurde bei seiner Doktorarbeit von Benetton unterstützt. Während der Formel-1-Saison 1998 ging er zum im Aufbau befindlichen Rennstall BAR-Supertec und wurde Teil der Forschungs- und Entwicklungsabteilung, bevor er nach der Saison 2000 Assistenz-Renningineur von Olivier Panis wurde. 2003 behielt er diesen Posten für den neu ins Team gekommenen Jenson Button und stieg im Folgejahr zum Senior-Renningenieur auf. Er arbeitete bis zum Ende der Saison 2009 mit dem Briten zusammen, während das Team zunächst in Honda und Brawn GP umgewandelt wurde.
2010 war er als leitender Renningenieur am Auto von Michael Schumacher bei Mercedes GP tätig.

## Privatleben
Shovlin ist verheiratet und lebt mit seiner Frau und zwei gemeinsamen Kindern im britischen Oxfordshire.